# Jakob Aljaž

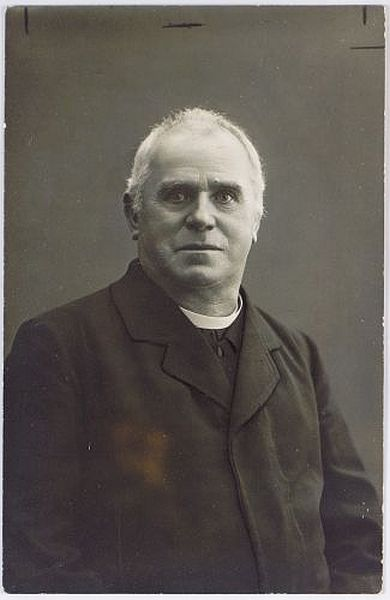
Jakob Aljaž

Jakob Aljaž (* 6. Juli 1845 in Zavrh pod Šmarno Goro (Gemeinde Medvode) nördlich von Laibach, Krain, Kaisertum Österreich; † 4. Mai 1927 in Dovje bei Jesenice, Jugoslawien, heute Slowenien) war römisch-katholischer Priester und Komponist.

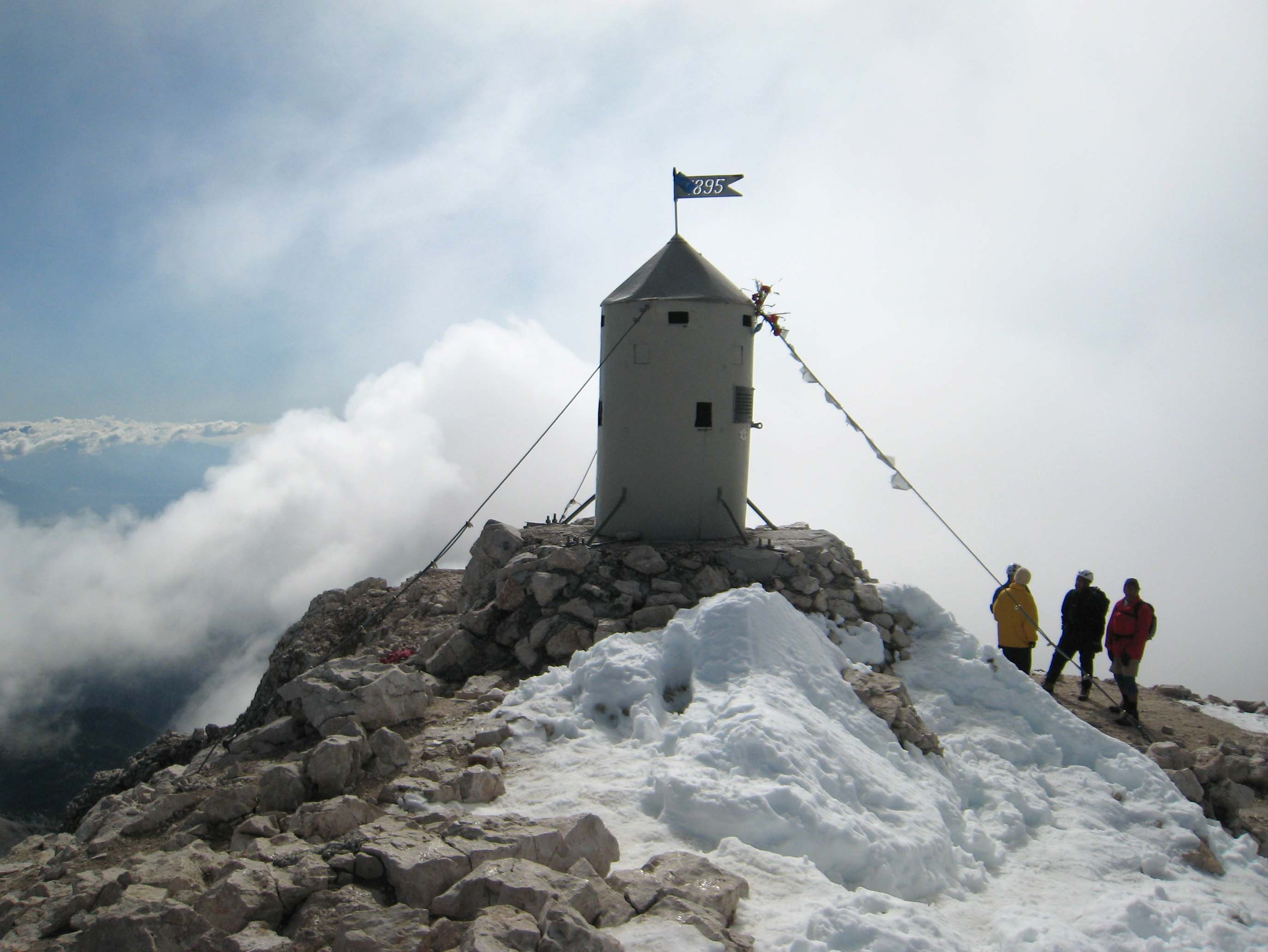
Aljažev stolp am Triglavgipfel

Aljaž spielte eine wichtige Rolle bei der Entwicklung des slowenischen Alpinismus. Als Priester in Dovje (Lengenfeld) an der Wurzener Save im Norden des damaligen österreichischen Kronlandes Krain und als Bergsteiger kaufte er für fünf Gulden Grund auf dem Kredaricaplateau und die Spitze des Triglavs, um darauf bescheidene Bergsteigerstützpunkte zu errichten: 1895 das Aljaž-Biwak (Aljažev stolp) am Gipfel des Triglavs, 1896 die Staničev-Schachtel knapp unter dem Gipfel des Triglavs (eigentlich eine Höhle im Fels) und die Kredarica-Hütte (Triglavski dom na Kredarici), heute eine der meistfrequentierten Alpenhütten in Slowenien. Beim 1896 entstandenen Aljaž-Haus im Vrata-Tal mit der Kapelle und bei der Kredarica-Hütte beginnen gesicherte Kletterrouten zwischen kleinem und großem Triglav sowie der Tominškov-Weg von Vrat bis Kredarica. Vom Drautal bei Selnica ob Dravi führt der Aljaž-Weg (Aljaževa pot) nach Sveti Duh na Ostrem vrhu, der Heilig-Geistkirche auf dem Osterberg.
Aljaž war auch Erforscher und Entdecker einiger Alpenpflanzen.
Er hat 1871 das Weihnachtslied „Stille Nacht, heilige Nacht“ unter dem Titel „Sveta noč“ ins Slowenische übersetzt. Er hat auch Gedichte von Simon Gregorčič vertont.
Seine bekanntesten Lieder sind „Oj Triglav, moj dom (O Triglav, mein Heim)“, komponiert 1896, abgedruckt in seinem 1900 veröffentlichten Werk „Slovenski pesmarici II (Slowenisches Liederbuch II)“. (Der Text stammt aus dem Jahr 1894, geschrieben vom Priester Matija Zemljič aus Gornja Radgona (Oberradkersburg) an der Mur in der damaligen Untersteiermark.) Ebenfalls 1900 wurde in der Zeitschrift „Lipica“ in Maribor (Marburg an der Drau) ein theologisches Manuskript veröffentlicht, an dem Aljaž beteiligt war.
Die Banka Slovenije gab zu seinem Gedenken Münzen zu fünf, 500 und 5000 Tolar aus.